# Xã Gomer, Quận Caldwell, Missouri
Xã Gomer (tiếng Anh: Gomer Township) là một xã thuộc quận Caldwell, tiểu bang Missouri, Hoa Kỳ. Năm 2010, dân số của xã này là 340 người.